# Новолугове (Новосибірська область)
Новолугове (рос. Новолуговое) — село у Новосибірському районі Новосибірської області Російської Федерації.
Входить до складу муніципального утворення Новолуговська сільрада. Населення становить 4104 особи (2010).

## Історія
Згідно із законом від 2 червня 2004 року органом місцевого самоврядування є Новолуговська сільрада.

## Населення
| 2002 | 2007  | 2010  |
| ---- | ----- | ----- |
| 3351 | ↗4063 | ↗4104 |